# Pleuroprion furcatum
Pleuroprion furcatum is een pissebed uit de familie Antarcturidae. De wetenschappelijke naam van de soort is voor het eerst geldig gepubliceerd in 1982 door Oleg Grigor'evich Kussakin.